# Кисо (река)
Кисо́ (яп. 木曽川 кисо-гава) — река в Японии. Длина реки 229 км, территория её бассейна составляет 5275 км².　Впадает в залив Исе около города Нагоя.
Исток реки находится под горой Хатимори-Яма (яп. 鉢盛山, высотой 2446 м). Кисо начинается в префектуре Нагано и течёт на юго-юго-запад по долине Кисо, по пути в неё впадают реки Отаки (яп. 王滝川), Отимеи (яп. 落合川), Накацу (яп. 中津川), Цукети (яп. 付知川), Аги (яп. 阿木川) и Хида. Ниже река протекает по равнине Ноби, где разделяется на рукава Кита-хасен (яп. 北派川) и Минами-хасен (яп. 南派川), потом вновь объединяется, протекает через город Итиномия и впадает в залив Исе. В низовьях течёт параллельно реке Нагара, будучи отделённой от неё дамбой.
Протекает на территории префектур Нагано, Гифу, Айти и Миэ (остров Хонсю).
В верховьях реки в1993 году была возведена плотина Мисогава высотой 140 и длиной 446,9 м. Она образует водохранилище объёмом 61 млн м³.
Вместе с реками Иби и Нагара (вместе называемыми «тремя реками Кисо») образует аллювиальную равнину Ноби, иногда рассматриваемую как равнину дельты Кисо. Суммарная территория бассейнов трёх рек составляет 9100 км², на ней проживает 1,9 млн человек. Согласно японской классификации, Кисо является рекой первого класса.